# Exallosperma
Exallosperma é um género de plantas com flores pertencentes à família Rubiaceae.
A sua área de distribuição nativa é em Madagáscar.
Espécies:
- Exallosperma longiflora De Block